# حجت‌آباد (شریف‌آباد)
حجت‌آباد روستایی در دهستان شریف‌آباد بخش مرکزی شهرستان سیرجان استان کرمان ایران است.

## جمعیت
بر پایه سرشماری عمومی نفوس و مسکن در سال ۱۳۹۵ جمعیت این مکان ۳٬۳۵۰ نفر (۹۴۶خانوار) بوده‌است.